# First Rays of the New Rising Sun
First Rays of the New Rising Sun kompilacijski je album američkog glazbenika Jimija Hendrixa, postumno objavljen 1997. godine od izdavačke kuće MCA Records.

## O albumu
Nakon puno godina nesuglasica i sudskih procesa, ovo je prvi album pod izravnim nadzorom Hedrixove obitelji. First Rays of the New Rising Sun studijska je kompilacija na kojoj se nalazi materijal kojeg je Hendrix radio neposredno prije svoje smrti 1970. godine. Produkciju su radili Eddie Kramer, Mitch Mitchell i John Jansen po Hendrixovim zabilješkama koje su ostale u trenutku dok je radio na novom materijalu. Međutim, teško je znati kako bi te pjesme zaista zvučale da ih je završio sam Hendrix. Čak i glazbenici koji su s njim radili u to vrijeme nisu sigurni na koji bi način on to napravio. Album sadrži 17 pjesama na kojemu se nalaze Hendrixova najkreativnija glazbena postignuća, uključujući i "Night Bird Flying", "Angel", "Dolly Dagger", "Hey Baby (New Rising Sun)" i "In From The Storm".
Album je izvorno bio planiran da izađe kao dvostruki LP, krajem 1970. ili početkom 1971. godine. Hendrix je krajem kolovoza 1970. otišao svirati na Isle of Wight Festival te nakon toga na kratku europsku turneju s koje se nikada nije vratio.
Album je nakon objavljivanja došao na #49 američke i #37 britanske top ljestvice.

## Hendrixov originalni projekt
Originalni planovi za album mnogo puta su mijenjani i nikada nisu dovršeni. Hendrix je izvorno htio da album bude objavljen kao dvostruko ili čak trostruko LP izdanje. Tijekom sredine ljeta 1970. godine Hendrix je govorio o objavljivanju dodatnog LP-a pod nazivom People, Hell And Angels, koji se nije uklapao u projekt.
Zadnji dokumentirani radni naziv za album bio je Strate Ahead (naziv koji je nađen u Hendrixovim zadnjim zabilješkama na vrhu popisa pjesama). Na naslov ovog albuma (First Rays of the New Rising Sun), upućuju bar dvije skladbe "Hey Baby (New Rising Sun)" i "Izabella" te također, Hendrixove izjave koje je davao u to vrijeme tijekom snimanja
Tijekom snimanja materijala, Hendrix je napisao nekoliko mogućih popisa pjesama. Ovaj popis nije napisan njegovom rukom i nalazio se na kutiji 3M trake:
A strana
1. "Dolly Dagger"
2. "Night Bird Flying"
3. "Room Full Of Mirrors"
4. "Belly Button Window"
5. "Freedom"

B strana
1. "Ezy Rider"
2. "Astro Man"
3. "Drifting"
4. "Straight Ahead"
5. "Freedom"

C strana
1. "Night Bird Flying"
2. ("Drifter's Escape")
3. ("Come Down On Me")
4. "Beginnings" (precrtana)
5. "Cherokee Mist" (precrtana)
6. ("Angel")

D strana
- Ovaj dio bio je prazan.

Neke se pjesme ponavljaju kao "Freedom" na strani "A" i "B" te "Night Bird Flying", strana "A" i "C". Također, dvije pjesme "Beginnings" i "Cherokee Mist" na stani "C" su precrtane. Značajno je da u ovom popisu nisu obuhvaćene pjesme na kojima je Hendrix radio tijekom ljeta 1970. godine uključujući i "Izabella", "Lover Man", "Stepping Stone", "Hey Baby (New Rising Sun)", "Earth Blues", "In From The Storm", "Bleeding Heart", "Burning Desire", "Can I Whisper In Your Ear", "Hear My Train A'Comin'", "Midnight Lightning" i "Send My Love To Linda".

### Ostali popisi pjesama
Ovo je posljednji popis pjesama na raspolaganju za LP pod nazivom Strate Ahead, koji je bio pisan Hendrixovom rukom. Nije poznato što znače znakovi (x, √) na pojedinim pjesmama:
->Strate Ahead-> x [sic]
1. "Ezy Ryder" x
2. "Room full of Mirrors" x-
3. "Earth Blues" - Today √
4. "Valleys of Neptune" -
5. "Have you heard"* - √ *ili "Straight Ahead"
6. "Cherokee Mist" - inst.
7. "Freedom" x √
8. "Steppin Stone" √
9. "Izabella" √
10. "Astroman" x -
  - Strana 2/3
11. "Drifters Escape"
12. "Angel"
13. "Burning Desire"
14. "Nightbird Flying"
15. "Electric Lady - Slow"
16. "Getting My Heart Back Together Again"
17. "Lover Man"
18. "Midnight Lightning"
19. "Can I Whisper In Your Ear" - slow
20. "Sending My Love" - slow to medium
21. "This Little Boy"
22. "Locomotion"
23. "Dolly Dagger"
24. "The New Rising Sun (Hey Baby)"

Ovaj popis uključuje nekoliko novih pjesama koje su bile u procesu stvaranja. Neka od njih danas se mogu ćuti na raznim izdanjima u različitim verzijama, a neke je vrlo teško prepoznati. Nije poznato da li je "Sending My Love" ista pjesma pod nazivom "Sending My Love to Linda". Pjesma "Burning Desire" postoji samo kao uživo proba za koncerte, "Electric Lady - Slow" nemoguće je utvrditi identitet dok za "This Little Boy" ne postoje izvori. Većina ostalih pjesama bila je skoro završena kada je Hendrix umro.

## Prethodna izdanja
Čitav materijal, osim tri pjesme s ovog albuma, bio je objavljen na prva dva postumna Hendrixova albuma The Cry of Love i Rainbow Bridge, objavljena sedam mjeseci nakon njegove smrti. Na oba albuma producenti su bili Eddie Kramer i Mitch Mitchell. Ostale tri pjesme našle su se na trećem postumnom albumu (prodikcija Eddia Kramera), War Heroes.
Dio nedovršenih pjesama već je bio dogovoren da se stavio kao zvučni zapis za film Rainbow Bridge. Iako se niti jedna pjesma ne pojavljuje u filmu, album je objavljen kao službeni soundtrack filma. Tri pjesme s albuma War Heroes zamijenjene su za Rainbow Bridge, "Look Over Yonder" (dio pjesme snimljene 1968. godine), uživo "Hear My Train A Comin'" te instrumental "Pali Gap". Također je dodana i studijska verzija pjesme "The Star Spangled Banner" iz 1969. godine.

## Kontroverze nad vlasništvom Hendrixove glazbe
Dugi niz godina nakon Hendrixove smrti, producent Alan Douglas kontrolirao je objavljivanje preostalog neobjavljenog materijala. Mnogi Douglasovi izbori bili su vrlo kontroverzni, kao što je njegovo uklanjanje originalnih pratećih članova, zamijenivši ih sa studijskim glazbenicima koji nikada nisu svirali s Hendrixom. Sa snimki je također uklanjao gitare, dodavao ženske prateće vokale te preradio većinu pjesama tvrdeći kako je on jedan od skladatelja na nekima od njih.
Godine 1995., Douglas je radio produkciju Hendrixovog albuma pod nazivom Voodoo Soup. Ova zbirka pokriva većinu istog materijala kao i album First Rays of the New Rising Sun ali izostavlja nekoliko važnih pjesama, koje su zamijenjene s nekima koje nemaju veze s izvornim projektom. Douglas je mnogo radio na obradi materijala te je iz neki snimki uklonio bubnjeve i zamijenio ih novima koje je odsvirao Bruce Gary (najpoznatiji kao bubnjar pop-rock sastva The Knack), koji nikada nije svirao s Hendrixom.
Nakon duge pravne borbe, inicijativu nad vlasništvom autorskih prava Hendrixova materijala, preuzela je njegova sestra Janie. Godine 1995. osniva se obiteljska tvrtka pod nazivom Experience Hendrix LLC koja ima 100% vlasništvo nad Hendrixovim materijalom.

## Obrada materijala za album
Materijal za album sastojao se od samog kostura pjesme do gotovo završenih snimki. Veći dio pjesama snimljen je u ljeto 1970. godine u Electric Lady studiju u New York Cityu. Mnogim pjesmama činilo se nedostaje samo završna obrada i kao da su već bile gotove, ali je Hendrix bio perfekcionist koji je već proveo dvije godine u razvoju ovog albuma te nitko sa sigurnošću ne može reći kako bio one na kraju zvučale. Producenti Mitchell i Kramer tvrde da su na materijalu učinjene samo one promjene koje su čuli u razgovoru s Hendrixom.
Eddie Kramer i Mitch Mitchell koristili su iste snimke, produkciju i miks kao i na prva tri postumna albuma Cry of Love, Rainbow Bridge i War Heroes (osim uklanjanja bubnja na početku skladbe "Easy Rider"). Materija za First Rays of the New Rising Sun digitalno je obrađen te je napravljen novi poredak pjesama.
Na većini pjesama bilo je potrebno napraviti samo završni miks. Međutim, neke je bilo potrebno više obraditi poput "Belly Button Window" ili "Beginnings" i "Hey Baby (New Rising Sun)" koje su bile u ranim fazama stvaranja te ih je bilo potrebno nanovo snimiti. Pjesme poput "Straight Ahead" sadržavale su vokale koje je Hendrix imao namjeru ponovno snimiti. U pjesmu "Drifting" dodan je vibrafon kako je i sam Hendrix to želio, ali on je imao namjeru i u drugim pjesmama koristiti vibrafon umjesto gitare.
Ostale pjesme koje su bile planirane za novi album izostavljene su s ove kompilacije jer su bile previše sirove i nedovršene poput "Come Down Hard On Me" i "Cherokee Mist" (obje su kasnije objavljene na albumu The Jimi Hendrix Experience iz 2000. godine), "Drifter's Escape" (1997. godine objavljena na kompilaciji South Saturn Delta) i "Valleys of Neptune" (2010. godine objavljena na albumu Valleys of Neptune). "Can I Whisper In Your Ear" bila je u ranom stupnju razvoja te ju nije bilo moguće završiti i objaviti.
Pjesma "My Friend" je iznimka. Snimljena je mnogo ranije od ostalih pjesama (tijekom snimanja materijala za album Electric Ladyland, 1968. godine.), a mnogi su sumnjali u to da li ju je Hendrix imao namjeru ikad uključiti u album. Pjesma "Ezy Ryder" nije bila uključena u film sličnoga naziva (Goli u sedlu), ali je Hendrix bio inspiriran gledajući isti.

## Popis pjesama
Sve pjesme napisao je Jimi Hendrix.
| Br. | Skladba                     | Autor | Trajanje |
| --- | --------------------------- | ----- | -------- |
| 1.  | »Freedom«                   |       | 3:27     |
| 2.  | »Izabella«                  |       | 2:50     |
| 3.  | »Night Bird Flying«         |       | 3:50     |
| 4.  | »Angel«                     |       | 4:22     |
| 5.  | »Room Full of Mirrors«      |       | 3:20     |
| 6.  | »Dolly Dagger«              |       | 4:44     |
| 7.  | »Ezy Ryder«                 |       | 4:09     |
| 8.  | »Drifting«                  |       | 3:48     |
| 9.  | »Beginnings«                |       | 4:13     |
| 10. | »Stepping Stone«            |       | 4:12     |
| 11. | »My Friend«                 |       | 4:36     |
| 12. | »Straight Ahead«            |       | 4:42     |
| 13. | »Hey Baby (New Rising Sun)« |       | 6:04     |
| 14. | »Earth Blues«               |       | 4:21     |
| 15. | »Astro Man«                 |       | 3:34     |
| 16. | »In From the Storm«         |       | 3:41     |
| 17. | »Belly Button Window«       |       | 3:36     |

Napomena: Skaldba "Straight Ahead" koristi glazbu iz rane verzije "Pass It On" ali je u potpunosti novi tekst.

## Izvođači
- Jimi Hendrix –  električna gitara, prvi vokal, prateći vokal, bas-gitara, pianino
- Billy Cox – bas-gitara, prateći vokal
- Mitch Mitchell – bubnjevi
- Juma Sultan – udaraljke

- Buddy Miles – bubnjevi u skladbama 5 i 7, prateći vokal
- Albert Allen – prateći vokal u skladbi "Freedom"
- Billy Armstrong – udaraljke u skladbi "Ezy Rider"
- Buzzy Linhart – vibrafon u skladbi "Drifting"
- Emmeretta Marks – prateći vokal
- The Ronettes – prateći vokal
- Steve Winwood –  prateći vokal u skladbi "Ezy Rider"
- Chris Wood – prateći vokal u skladbi "Ezy Rider"
- Ken Pine – gitara (dvanaestica) u skladbi "My Friend"
- Stephen Stills – pianino u skladbi "My Friend"
- Paul Caruso – usna harmonika u skladbi "My Friend"
- Jimmy Mayes – bubnjevi u skladbi "My Friend"

### Produkcija
- Jimi Hendrix - producent, miks tehničar
- Mitch Mitchell - producent, miks tehničar
- Eddie Kramer – producent, tehničar, miks, fotografija, remastering
- Tony Bongiovi – tehničar
- Jack Adams – tehničar
- Bob Cotts – tehničar
- Bob Hughes – tehničar
- John Jansen – tehničar
- John McDermott – zabilješke na albumu, glavni urednik

## Vanjske poveznice
- Discogs - recenzija albuma